# Rabbit-Proof Fence
Der Rabbit-Proof Fence (engl. für ‚kaninchensicherer Zaun‘), eigentlich jedoch State Barrier Fence of Western Australia und heutzutage eher als The Vermin Fence bekannt, war ein Schutzzaun in Westaustralien, um vorwiegend Kaninchen (aber auch andere Tiere wie Dingos, Kängurus und Emus) daran zu hindern, sich auf dem dortigen Weide- und Ackerland auszubreiten oder Krankheiten einzuschleppen. Er wurde zwischen 1901 und 1908 erbaut und bestand aus drei Teilzäunen mit einer Gesamtlänge von 3.256 km. Die Kosten betrugen 337.841 Pfund Sterling.

## Hintergrund

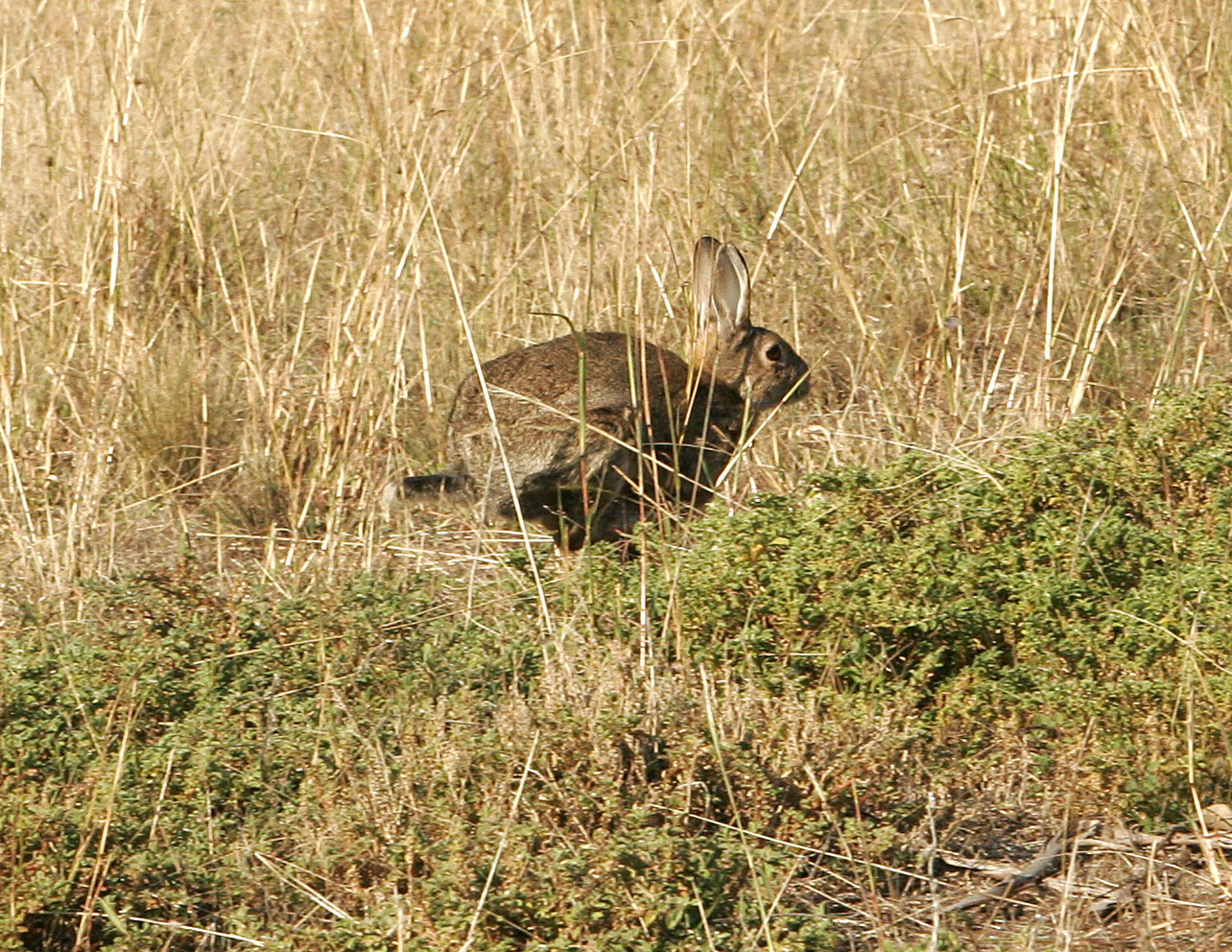
Wildkaninchen in Australien

Kaninchen wurden bereits 1788 mit der First Fleet, der Flotte, die die ersten Siedler nach Australien brachte, eingeführt und zunächst in Ställen gehalten. Jedoch ließ 1859 ein Farmer in Victoria 24 Kaninchen frei, im Glauben, dass einige wenige Kaninchen keinen Schaden anrichten könnten und er sich durch das Jagen von Kaninchen heimischer fühlen würde.
1891 hatten die Kaninchen den Kontinent durch Massenvermehrung fast gänzlich besiedelt und wurden auch erstmals in Westaustralien gesichtet. 1896 wurde ein Beamter ausgesandt, um zu überprüfen, wie weit die Kaninchen bereits in den Staat gelangt waren. Er entdeckte Kaninchen an der Küste bei Esperance, rund 320 km westlich der Grenze zu Südaustralien und weniger als 100 km östlich von Jerdacuttup, und empfahl in seinem Bericht die Errichtung eines Zauns entlang der Grenze zu Südaustralien. 1901 entschied eine königliche Kommission, diesen Zaun von der Süd- bis zur Nordküste zu bauen.

## Der Zaun

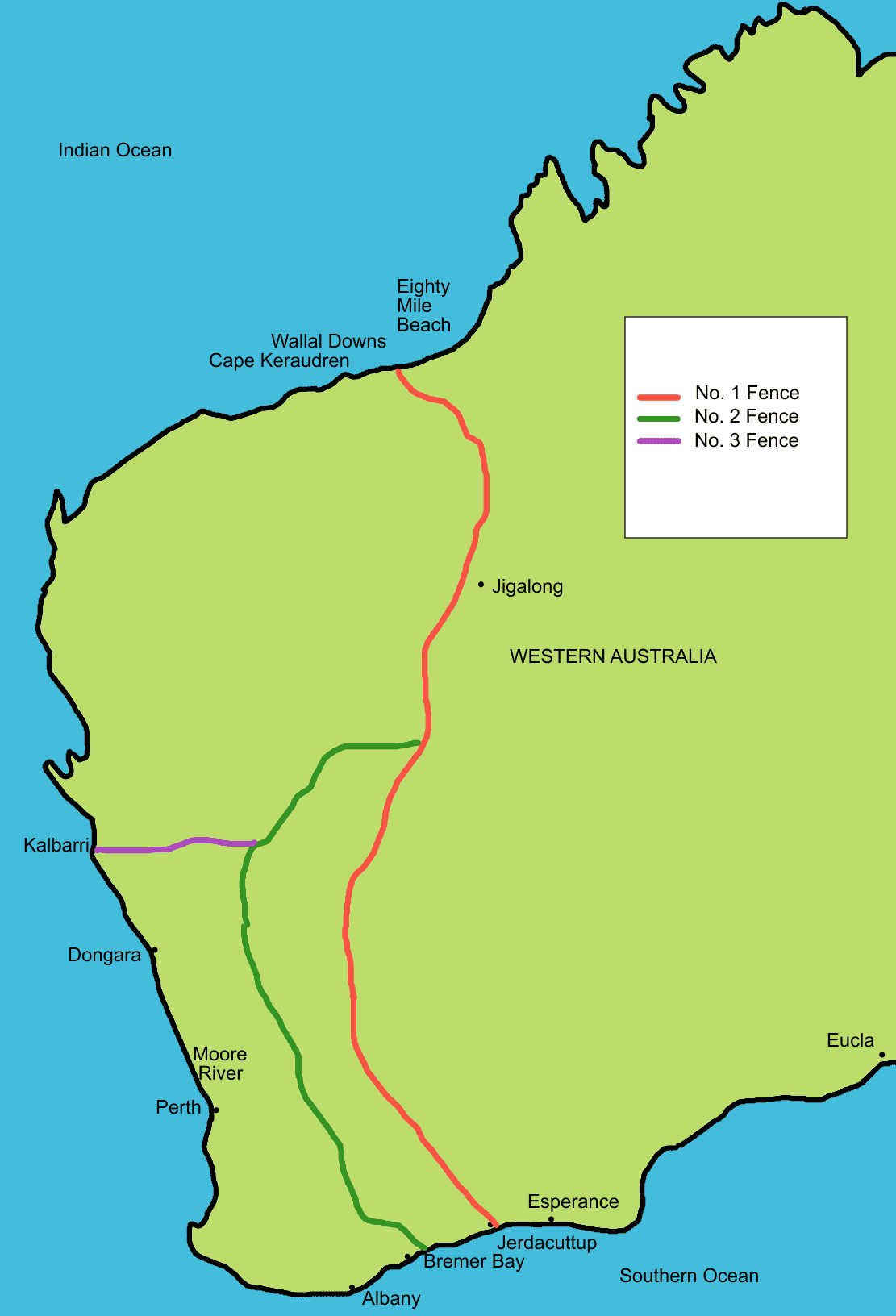
Verlauf der drei Zäune in Westaustralien

Der ursprünglich geplante Zaun durchzog den Staat von Jerdacuttup im Süden bis Wallal im Norden und hatte eine Länge von etwa 1.837 km. Als „Rabbit-Proof Fence No. 1“ und längster Zaun der Welt wurde er bekannt. Die Bauarbeiten begannen im Dezember 1901 und endeten im September 1907. Doch schon 1902 wurden westlich des Zauns erneut Kaninchen gesichtet und zwei weitere Zäune geplant.
Zaun Nr. 2 und 3 wurde 1905 in Bremer Bay im Süden des Landes begonnen, etwa 100 km westlich von Jerdacuttup. Bei einer Länge von rund 1166 km verlief er zunächst nach Norden, hatte auf der Höhe von Perth einen Abstand von etwa 150 km zur Westküste und machte dann, etwa auf Höhe von Kalbarri, einen weiten Bogen auf den ersten Zaun zu, auf den er in der Nähe von Murchinson traf. Auch Zaun Nr. 3 wurde 1905 gebaut. Zaun Nr. 3 begann in Kalbarri, etwa in der Mitte der australischen Westküste, und lief in östlicher Richtung auf einer Länge von rund 253 km fast direkt auf Zaun Nr. 2 zu.

## Auswirkungen

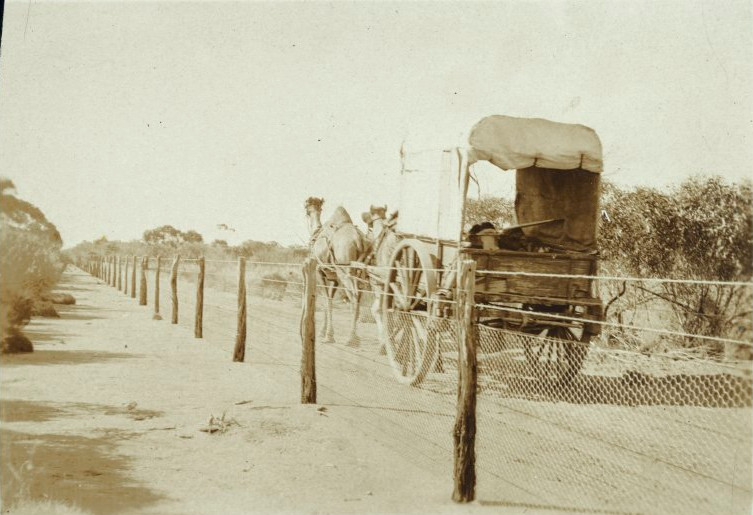
Kanincheninspektoren

Der erste Zaun war letztlich nie ein sicherer Schutz vor dem Eindringen von Tieren. Stellenweise wurde das Holz der Pfähle morsch, korrodierte der Zaun oder wurden einfach Gatter im Zaun offen gelassen, so dass immer wieder Tiere eindringen konnten. Besonders während des Ersten Weltkriegs litten die Farmer in Westaustralien unter einer regelrechten Kaninchenplage. Sie errichteten eigene Zäune um ihre Grundstücke, verwendeten Gift, stellten Jäger ein oder versuchten, mit Traktoren die Höhlen und Gänge von Kaninchen zu zerstören. Selbst Schulkinder verdienten sich damals ihr Taschengeld durch das Jagen von Kaninchen. Lediglich im südwestlichsten Gebiet Westaustraliens, das von den Zäunen 2 und 3 umgeben war, konnte seit den 1920er Jahren die Population in einem erträglichen Maß gehalten werden.
Hierzu wurden „Kanincheninspektoren“ zur Kontrolle eingesetzt, die mit dem australischen Kamel, vorwiegend im Norden, oder einem Kamelwagen, im Süden, entlang des Zauns diesen inspizierten und nach Kaninchen Ausschau hielten. Kamele hatten sich schon beim Bau des Zauns als beste Transportart erwiesen, da sie ausdauernd waren und tagelang ohne Wasser auskamen. Bis in die 1950er Jahre wurde so das Eindringen von Kaninchen erfolgreich überwacht.
Seither wird die Population mit Hilfe von Erregern der Myxomatose, der Kaninchenpest, gesteuert, die die Bedeutung des Zauns mehr und mehr verringerte. Steigt die Kaninchendichte in einem Gebiet über ein bestimmtes Maß, kann durch Abwurf von infizierten Ködern (vorzugsweise zucker- und wasserhaltiges Gemüse) gezielt eine Epidemie ausgelöst werden, die allerdings das Kaninchenvorkommen nur auf eine geringere Dichte zurücksetzt, weil mit sinkender Dichte die Epidemie von allein zum Erliegen kommt. Anders als der Zaun zielt diese Methode nicht auf eine völlige Abwesenheit von Kaninchen, sondern auf ihre Begrenzung auf eine möglichst geringe Besiedlungsdichte. Das Auslösen einer vollständig erfolgreichen Epidemie ist mit heute bekannten Erregern nicht möglich.
Der Schaden an der Umwelt und in der Landwirtschaft, den die Kaninchen verursachen, wird auf 600 Millionen bis 1 Milliarde AUD jährlich geschätzt.

## Rezeption
Doris Pilkington Garimara veröffentlichte 1996 ihr Buch Follow the rabbit-proof fence. Darin verarbeitet sie das Schicksal ihrer Mutter, die ein sogenanntes Mischlingskind einer Aboriginefrau mit einem weißen Wanderarbeiter war. Der westaustralische Staat entriss damals diese Kinder ihren Müttern und erzog sie in staatlichen Erziehungsheimen. 1931 floh ihre Mutter mit einer Schwester und einer Cousine aus einem solchen Heim und wanderte über 1.000 Meilen entlang des Zauns zurück in ihre Heimat. Das Buch wurde 2002 von Phillip Noyce unter dem internationalen Titel Rabbit-Proof Fence verfilmt, erschien in deutschen Kinos und auf deutschsprachigen DVD-Videos jedoch unter dem Titel Long Walk Home. Den Soundtrack zum Film mit dem Titel Long Walk Home: Music from the Rabbit-Proof Fence komponierte Peter Gabriel; ein Titel davon trägt den Namen The Rabbit-Proof Fence.